# Cornélio a Lápide
Cornélio a Lápide, Cornelius Cornelii a Lapide  ou Cornelis Cornelissen van den Steen (1567 – 1637) foi um jesuíta e exegeta flamenco.
É conhecido por seus comentários a quase toda a Bíblia, obra que influiu na pregação dos anos posteriores. Cursou seus estudos de humanidades de filosofia nas Universidade de Maastrich e Colônia; começou a teologia em Douai e logo estudou quatro anos na Universidade de Lovaina.
Em Louvaina foi admitido definitivamente na Companhia de Jesus em 15 de julho de 1592 e ordenado sacerdote em 24 de dezembro de 1595. Nesta universidade começou sua docência. Por seis meses ensinou filosofia e logo hebreu e sagradas escrituras durante vinte anos.
Manfred Barthel, no seu livro The Jesuits—History & Legend of the Society of Jesus (Os Jesuítas — História e Lenda da Sociedade de Jesus) p. 50, diz que Cornelius van der Steen queria tornar-se jesuíta, mas foi rejeitado por ser baixo demais. Então... “a comissão informou a van der Steen que ela estava preparada a prescindir da exigência da altura, apenas com a condição de ele aprender a citar de cor a Bíblia inteira. Quase nem valeria a pena contar essa história se van der Steen não tivesse conseguido satisfazer essa exigência um tanto insolente.”